# Prince Island (Western Australia)
Prince Island ist eine unbewohnte Insel im australischen Bundesstaat Western Australia. Die Insel liegt im Pentecost River, im Scambridge Gulf. Sie ist 2,8 Kilometer vom australischen Festland entfernt. 
Die Insel ist 1,2 Kilometer lang und 550 Meter breit. In der Nähe liegen die Inseln Barnes Island, Adolphus Island und Panton Island.